# Navas de Riofrío
Navas de Riofrío är en kommun i Spanien.   Den ligger i provinsen Provincia de Segovia och regionen Kastilien och Leon, i den centrala delen av landet, 60 km nordväst om huvudstaden Madrid. Antalet invånare är 423. Arean är 14,0 kvadratkilometer.
Terrängen i Navas de Riofrío är platt åt nordväst, men åt sydost är den kuperad.